# Theriophonum minutum
Theriophonum minutum är en kallaväxtart som först beskrevs av Carl Ludwig von Willdenow, och fick sitt nu gällande namn av Henri Ernest Baillon. Theriophonum minutum ingår i släktet Theriophonum och familjen kallaväxter. Inga underarter finns listade.